# Galcerán Cassanyach
Galcerán Cassanyach OCarm (* in Valls; † 1537 in Mallorca) war ein spanischer Geistlicher.

## Leben
Cassanyach war Mitglied des Karmeliterordens. Am 11. Februar 1534 ernannte der Papst ihn zum Titularbischof von Chrysopolis in Arabia und Weihbischof in Mallorca.